# Vallás Oroszországban
Oroszország vallási megoszlása
Az orosz ortodox egyház, bár befolyása csekély Szibéria és Dél-Oroszország egyes részein, ahol a kereszténység előtti vallás érzékelhető újjáéledése volt megfigyelhető, az állam de facto, ha nem de jure kiváltságos vallásaként működik, és igényt tart arra, hogy eldöntse, mely más vallások vagy felekezetek kapjanak bejegyzési jogot. Egyes protestáns egyházak, amelyek már az orosz forradalom előtt is léteztek, nem tudtak újra regisztrálni, és a katolikus egyháznak megtiltották, hogy saját területi joghatóságát alakítsa ki. Egyes nyugati megfigyelők szerint a vallásszabadság orosz hatóságok általi tiszteletben tartása az 1990-es évek vége és a 2000-es évek eleje óta csökkent. Például a Jehova tanúi tevékenységét jelenleg[mikor?] betiltották Oroszországban, Christian Concern szerint  „a vallásszabadság elleni szigorítások felerősödtek Oroszországban”.

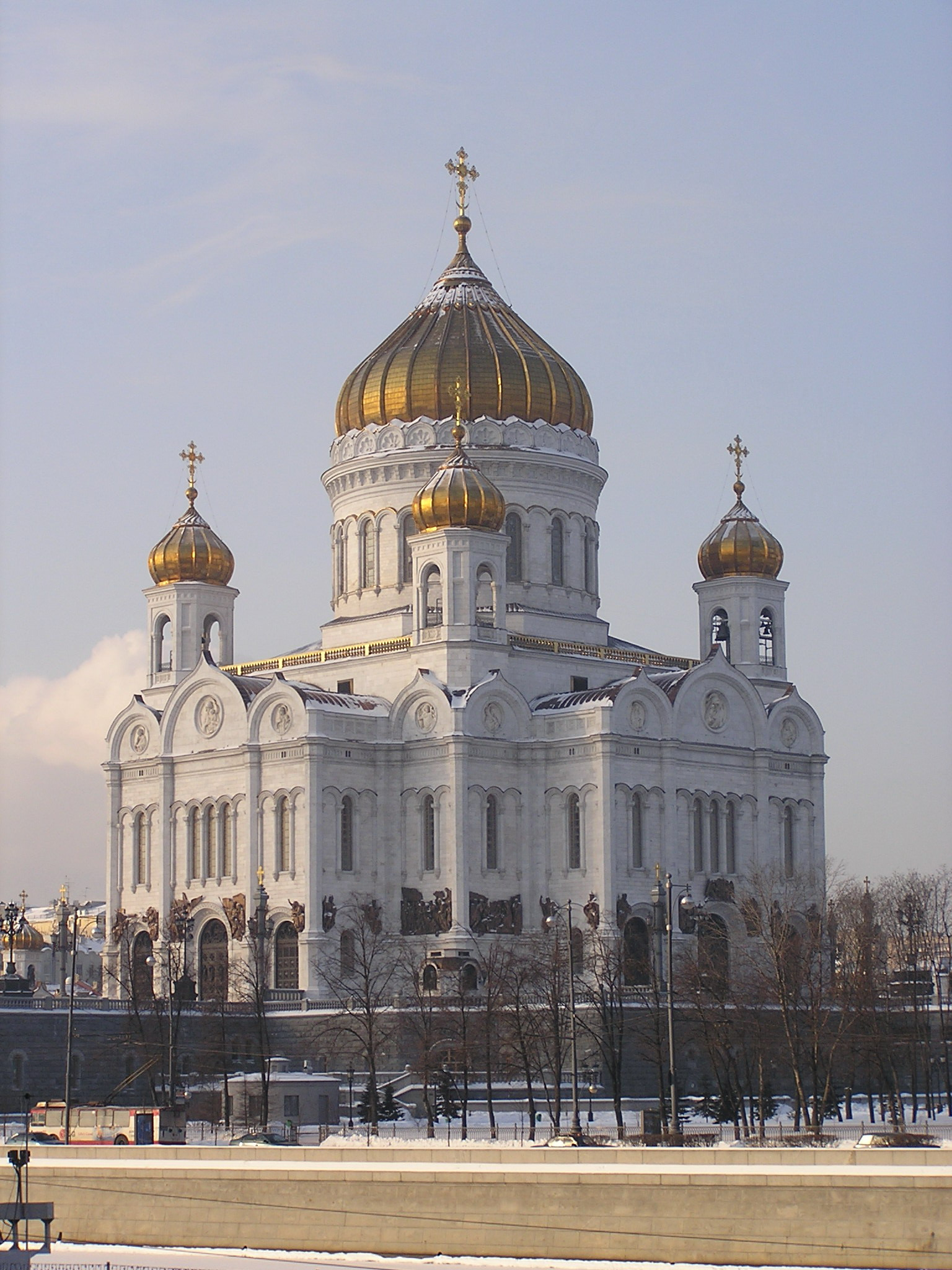
Megváltó Krisztus-székesegyház, Moszkva

## Fordítás
Ez a szócikk részben vagy egészben  a   Religion in Russia című angol Wikipédia-szócikk fordításán alapul.  Az eredeti cikk szerkesztőit annak laptörténete sorolja fel. Ez a jelzés csupán a megfogalmazás eredetét és a szerzői jogokat jelzi, nem szolgál a cikkben szereplő információk forrásmegjelöléseként.